# A Word for Human
A Word for Human er en dansk dokumentarfilm fra 2019, der er instrueret af Mauricio González-Aranda. Filmen går bag kulisserne på Det Kongelige Bibliotek.

## Handling
Biblioteket er humanismens højborg, men i dag er biblioteker meget mere end steder, man går hen for at låne bøger. På Slotsholmen ligger Det Kongelige Bibliotek med sin facade, Den Sorte Diamant, havnefrontens mest vellykkede bygningsværk, vendt mod vandet.
Filmen tager tilskueren med om bag kulissen i et år, hvor Marina Abramovic, Henrik Saxgren og Olafur Eliasson bidrager til programmet, og hvor Arktis, kolonihistorie og klimaforandringer er blandt emnerne. Et andet sted i huset sidder seniorforsker Anders Toftgaard begravet i sine bøger, mens han forsøger at forstå motivationen hos en bogsamler, der har været besat af Michel de Montaigne.

## Medvirkende
- Anders Toftgaard
- Lise Bach Hansen
- Christina Back
- Marina Abramovic
- Kim Leine
- Olafur Eliasson
- Henrik Saxgren